# Nisrine Daoudi
Pour les articles homonymes, voir Daoudi.
Nisrine Daoudi (en arabe : نسرين الداودي), née le 10 janvier 1993 à Lavaur, est une footballeuse internationale marocaine jouant au poste de milieu de terrain.

## Biographie

### Famille
Née de parents marocains, Nisrine Daoudi est la seule fille d'une fratrie de quatre frères. Elle grandit dans une famille qui respire le football. Son père et sa mère sont respectivement originaires de Aït Yahia et d'El Hajeb.

### Carrière en club
Nisrine Daoudi commence le football à l'âge de 4 ans au FC Graulhetois, club dans lequel elle se forme en évoluant pendant plusieurs saisons avec les garçons.
En 2006, elle rejoint le Toulouse Football Club où elle se perfectionne et vit sa première expérience en D1 et ce à l'âge de 16 ans seulement.
Elle reste au TFC jusqu'en 2011 puis rejoint l'AS Muretaine qui évolue aussi à cette période dans l'élite du football féminin français. Mais ne parvevant pas à se maintenir, Daoudi et son club jouent en D2 au cours de la saison 2012-2013 puis retrouvent aussitôt l'élite la saison suivante.
Nisrine Daoudi connait entretemps un triste événement, celui du décès de son père en 2013.
Elle fréquente en 2014-2015, l'AS Portet, un club de régional (anciennement DH) avant de décider de faire son retour au TFC qui évolue en D2 où elle reste jusqu'en 2017. 
Daoudi change ensuite de destination tout en restant en Occitanie pour jouer à Montauban pendant trois saisons.
Albi Marssac et UJS Toulouse sont les derniers clubs que fréquente Nisrine Daoudi avant de mettre un terme à sa carrière de footballeuse et de se consacrer à d'autres projets.

### Carrière internationale
Alors qu'elle évolue au l'AS Muretaine, Nisrine Daoudi reçoit en février 2012 une convocation en équipe du Maroc pour disputer une double confrontation contre la Tunisie comptant pour les qualifications à la Coupe du monde des moins de 20 ans. Elle joue le match retour en Tunisie où le Maroc s'impose 1-0. Malgré la victoire, ce score est insuffisant pour passer au tour suivant, puisque les Tunisiennes ont remporté le match aller 5 à 0.
Toujours avec le Maroc, Nisrine Daoudi est appelée en équipe A pour affronter le Sénégal en match aller-retour dans le cadre des qualifications à la CAN 2012. Bien que dans le groupe, elle ne participe pas à cette double confrontation qui voit le Maroc perdre aux tirs au but après un score de 0-0 sur l'ensemble des deux matchs.
Dans le cadre des qualifications pour la CAN 2014, le Maroc affronte au premier tour l'Algérie. Nisrine Daoudi est titularisée lors du match aller qui a lieu à Alger le 14 février 2014 et qui se termine sur une défaite marocaine (2-0).
En octobre 2018, Nisrine Daoudi est convoquée à une double confrontation amicale contre l'Algérie. Elle prend part à la première manche à Kénitra qui se solde par une victoire marocaine (3-1).

## Reconversion
Lors de son voyage au Sénégal avec la sélection marocaine, Nisrine Daoudi a été touchée par la pauvreté dont le pays est victime. Elle décide alors de fonder sa propre association pour œuvrer dans des causes humanitaires et aider les populations démunies en France et dans le monde. 
Afin de lui rendre hommage pour ses actions et sa sensibilisation, une école de football a vu le jour à Dakar en 2016 et a été nommée en son nom. Par ailleurs, les responsables l'ont désigné marraine de cet établissement.

## Palmarès
- Université Paul Sabatier
  - Championne de France universitaire en 2015

- - Vice-championne d'Europe universitaire en 2016

- - Championne de France universitaire (futsal) en 2017

- Toulouse FC
  - Championne de Midi-Pyrénées en 2017